# Breaking the Taboo
Albums de Loudness
Racing
(2004) Metal Mad
(2008)
Breaking the Taboo est le 20e album original du groupe Loudness sorti en 2006 sous le label Tokuma Japan Communications.

## Liste des morceaux
| No  | Titre                  | Durée |
| --- | ---------------------- | ----- |
| 1.  | Breaking The Taboo     |       |
| 2.  | Brutal Torture         |       |
| 3.  | Sick World             |       |
| 4.  | Don't Spam Me          |       |
| 5.  | Damnation              |       |
| 6.  | The Love of my Life    |       |
| 7.  | A Moment Of Revelation |       |
| 8.  | Dynamite               |       |
| 9.  | Risk Taker             |       |
| 10. | I Wish                 |       |
| 11. | Diving Into Darkness   |       |
| 12. | Without You            |       |

## Composition du groupe
- Minoru Niihara - Chants
- Akira Takasaki - Guitare
- Masayoshi Yamashita - Basse
- Munetaka Higuchi - Batterie